# Herman Osman Stickney
Pour les articles homonymes, voir Stickney.
Herman Osman Stickney (né le 10 décembre 1867 et mort le 13 septembre 1936) est un contre-amiral de l'United States Navy. Il participe notamment aux guerres hispano-américaine et américano-philippine ainsi qu'à l'occupation américaine de Veracruz, où il dirige les batteries des navires bombardant les positions ennemies. Ses qualités de meneur d'hommes et la précision des tirs lui vaudront de se voir décerner la Medal of Honor.

## Biographie
Le 12 avril 1915, il reçoit la Medal of Honor pour ses actions durant l'occupation américaine de Veracruz un an auparavant.